# Sumber Lor
Sumber Lor is een bestuurslaag in het regentschap Cirebon van de provincie West-Java, Indonesië. Sumber Lor telt 4345 inwoners (volkstelling 2010).